# Белолобая синица
Белолобая синица (лат. Sittiparus semilarvatus) — вид птиц семейства синицевых. Выделяют три подвида. Эндемик Филиппин. Синица среднего размера с крупным клювом и длинным хвостом, оперение преимущественно чёрное.

## Описание
Белолобая синица достигает длины 13 см. У самцов номинативного подвида лоб и уздечки белые или бледно-охристые; остальная часть головы, верхняя и нижняя части тела черновато-коричневые, сверху с тёмно-синим отливом, снизу только грудь с голубоватым отливом. У основания перьев на затылке скрыто беловатое пятно. Хвост коричневато-чёрный, с тёмно-сине-чёрной каймой. Верхние кроющие перья крыльев коричневато-чёрные, средние и большие кроющие перья крыльев с синеватой каймой. Подмышечные впадины и нижние кроющие перья крыльев беловатые. Радужная оболочка от коричневой до бледно-коричневой; клюв и ноги чёрные. Самка похожа на самца, но охристо-белый цвет на лбу плавно переходит на щёки, верхняя часть тела немного тусклее, нижняя часть тела без блеска (за исключением слабого блеска на груди), более охристо-коричневая. Самые длинные кроющие перья хвоста с белыми кончиками. Молодые особи похожи на самок; молодые самцы обычно темнее снизу и со слегка более светлыми кончиками больших кроющих перьев крыла.
Подвиды различаются по интенсивности окраски оперения. Взрослые самцы подвида S. s. snowi в среднем немного тусклее самцов номинативного подвида, менее блестящие сверху и снизу; имеют более крупное затылочное пятно, но всё еще скрытое, а также более белые основания внутренних опахал маховых перьев и нижних кроющих перьев хвоста. Взрослые самки немного более тусклые, нижняя часть тела более коричневая, на затылке могут быть белые пятна (затылочное пятно не всегда скрыто), и обычно больше белого на кончиках первостепенных кроющих перьев. Подвид S. s. nehrkorni отличается от предыдущего более обширными белыми участками у оснований первостепенных и наружных второстепенных маховых перьев, а щёки и кроющие перья ушей могут быть беловатыми.

## Вокализация
Позывки включают в себя: короткое резкое «psit» и раскатистое «tsuit» более высокого тона; или металлическое «zeeeeet», повторяющиеся несколько раз; или более продолжительное «sit-tsuit-suit-suit», а также высокие «tsi-tsi-tsi-tsi-tsi» или «zit-zit-zit-zit-zit», иногда предваряется или сопровождается звуками «tsre» или «tsree», а также более длинным «tsee-tsi-tsi». Песня представляет собой более полный вариант позывки с ускорением к концу, «tsi-tsi-tsi-tsi-tsi-tsi-ts-ts-ts-ts», а также восходящую трель «i-i-i-i-i, tji», которая затем понижается «i-i-i-i-i, tji».

## Места обитания и биология
Белолобая синица обитает в равнинных и горных лесах, включая лесные опушки, вторичные леса и редколесья, деградированные и вырубленные леса, а также иногда в заросших кустарником районах. Встречается на высоте до 1150 м над уровнем моря.
Белолобая синица охотится обычно поодиночке, парами или группами до десяти особей, а также присоединяется к смешанным группам кормящихся птиц. Добывает пищу на средних и верхних ярусах деревьев, перелетая от одной кроны к другой, а также иногда в подлеске. Состав рациона белолобой синицы малоизвестен, но предположительно включает мелких беспозвоночных и личинок. Биология размножения практически не описана. Отдельные наблюдения свидетельствуют, что сезон размножения приходится на февраль—май.

## Подвиды
Выделяют три подвида:
- Sittiparus semilarvatus snowi (Parkes, 1971) — северо-восток Лусона
- Sittiparus semilarvatus semilarvatus (Salvadori, 1866) — центр и юг Лусона
- Sittiparus semilarvatus nehrkorni (Blasius, 1890) — Минданао